# 神樣家族
〈神様家族〉是2003年到2006年在日本Media Factory旗下的MF文庫J上連載刊登的輕小說作品。TV動畫於2006年5月8日透過Animax放映到同年8月10日。漫畫版於2005年到2008年在同出版社旗下月刊COMIC FLAPPER上連載，並由談判老師負責作畫。2006年9月21日於PS2主機上發表了由小說改編而成的遊戲作品〈神様家族 應援願望〉。外傳作品〈神様家族Z〉於2008年1月25日開始連載。

## 剧情簡介
神山·佐間太郎作为天神的儿子，必须在人间同家人一起与人类居住，学习人类的生活方法，以便日后接任父亲成为一名称职的天神。天可作为神山的守护天使，自他出生便陪伴左右。某一天，神山为了获得转校生小森·久美子的芳心而不惜使用神力，而此时天可发现了自己真正的心意……。

## 登場人物
神山 佐間太郎（配音：岸尾大輔）
故事的男主角，作为“神家族”的神山家的长子，下任神。为了将来能成为非常棒的神而与家族一起在人界生活着。不过，因为被父母过度溺爱而开始被娇纵。一见钟情于转校生久美子，开始为了成为一个出色的神而努力着。最终和天子相恋。
天子（配音：小清水亞美）
佐间太郎的青梅竹马，职业是天使。作为神山家的家务助理的身份处理家务大小，为了佐间太郎而每天奋斗中。在佐间太郎和天使的身份中难以抉择。稍微有点性急。最后和太郎相恋。
神山 治（配音：江原正士）
佐间太郎的父亲。乍一看很平凡，其实是统领这个世界的神。为了让佐间太郎完成下任神的修行而在人间住起，体验了25年的人间生活。非常溺爱佐间太郎，无论佐间太郎想要什么，作为爸爸的神也会满足孩子需要。爱称「爸爸先生」。
神山 維納斯（配音：葛城七穗）
佐间太郎的母亲。又名「大街女王」。虽然拥有3个孩子却拥有异常的美貌和令人羡慕的年轻身材。对太郎极其溺爱。
神山 美佐（配音：冬馬由美）
佐间太郎的姐姐，女神候选人。与佐间太郎就讀同一所高中，因为自身的美貌身边不乏追求者。在家里是穿着无袖衫和短裤，手里拿着牛奶喝的大姐姐。擅长操纵他人感情的技能「女神的气息」。为佐间太郎的初恋提供策划。但其结果表现出来都是在破坏。
神山 美美（配音：神田朱未）
佐间太郎的妹妹，与美佐同样是女神候选人。不擅于表露感情。也拥有着与自身小学生不符的思考与语言能力。
小森 久美子（配音：前田愛）
佐间太郎的班上的转学美少女。虽然有点懦弱容易被周围的人排挤，但是一旦有事的时候就会明确说出自己的意见。爸爸的「奇迹」之力让她总是倒霉。其实是恶魔之女，接近太郎是为了夺取他的灵魂，但后来逐渐喜欢上太郎。最终成为天使，和太郎住在一起。

## 動畫

### 製作人員
- 原作：作者：桑島由一、插畫：ヤスダスズヒト
- 製片人：関弘美
- 系列監督：地岡公俊
- 脚本：影山由美、成田良美、金春智子、小林靖子、吉田玲子、坂井史世、平見瞠、武井浩之
- 音楽：真庭秀明
- 角色設計・總作畫監督：三木美千代
- 美術監督：佐久間ヨシ子
- 色彩設計：柳義明
- 製作担当：メディアファクトリー「コミックフラッパー」
- 漫畫連載：作画：たぱり

### 主題曲
片頭曲「Brand New Morning」
作詞：桑島由一
作曲：カンガルー鈴木
編曲：marhy、内田哲也
歌：水橋舞ｆｒｏｍ原宿ＢＪガールズ
片尾曲「図書館では教えてくれない、天使の秘密」
作詞：桑島由一
作曲：marhy
編曲：marhy、内田哲也
歌：ミラク （水橋舞／工藤真由／岩城文夏）

### 各話標題
| 話數 | 放映日期      | 日文標題                                 | 中文標題                           | 編劇     | 分鏡                       | 演出         | 作畫監督               | 美術       |
| ---- | ------------- | ---------------------------------------- | ---------------------------------- | -------- | -------------------------- | ------------ | ---------------------- | ---------- |
| 01   | 2006年5月18日 | 神様 信じますか？                        | 你相信神嗎？                       | 影山由美 | 地岡公俊                   | 地岡公俊     | 桑原幹根               | 三木美千代 |
| 02   | 2006年5月25日 | 佐間太郎 初恋モーレツ大作戦！            | 佐間太郎 猛烈初戀大作戰            | 成田良美 | 福島一三                   | 桝井剛       | 杉本光司               | 三木美千代 |
| 03   | 2006年6月1日  | 揺れる心のルーレット                     | 動搖的心轉盤                       | 影山由美 | 芝田浩樹                   | 芝田浩樹     | アベ正己               | 三木美千代 |
| 04   | 2006年6月8日  | 天使(テンコ)の涙 輝く翼の先に…           | 天使（天子）的眼淚 光輝之翼前方... | 成田良美 | うえだひでひ               | うえだひでひ | 織岐一寛               | 三木美千代 |
| 05   | 2006年6月15日 | 恋の季節（シーズン）？！気になるアイツ？ | 戀愛季節！？令人在意的她？         | 小林靖子 | 上田芳裕                   | 上田芳裕     | 袴田裕二               | 三木美千代 |
| 06   | 2006年6月22日 | テンコの赤ちゃん                         | 天子的小BABE                       | 吉田玲子 | 上条修                     | 安藤健       | 花井宏和               | 杦浦正一郎 |
| 07   | 2006年6月29日 | 発育少女                                 | 發育少女                           | 金春智子 | 角銅博之                   | 角銅博之     | 佐々門信芳             | 三木美千代 |
| 08   | 2006年7月6日  | たいせつなおともだち                     | 最重要的朋友們                     | 坂井史世 | 地岡公俊、まつもとよしひさ | 桝井剛       | 杉本光司               | 三木美千代 |
| 09   | 2006年7月13日 | 初恋 再び…                               | 再次 初戀...                       | 影山由美 | 芝田浩樹                   | 深澤敏則     | アベ正己               | 三木美千代 |
| 10   | 2006年7月20日 | 涙のハートで桃色貯金？！                 | 哭泣的心上的桃色撲滿!?             | 坂井史世 | 小林哲也                   | 徳本善信     | 織岐一寛               | 三木美千代 |
| 11   | 2006年7月27日 | 真夜中の少女                             | 真夜中的少女                       | 金春智子 | 上田芳裕                   | 上田芳裕     | 袴田裕二               | 三木美千代 |
| 12   | 2006年8月3日  | キス                                     | 接吻                               | 吉田玲子 | 嵯峨敏、なかの☆陽          | 安藤健       | 花井宏和、こひだはじめ | 三木美千代 |
| 13   | 2006年8月10日 | 天使の祈り つながる絆                    | 天使的祈禱 牽繫著的羈絆            | 平見瞠   | 地岡公俊                   | 地岡公俊     | 真庭秀明               | 三木美千代 |

## 書籍情報

### 原作小說
作者：桑島由一、插畫：安田典生 〈神様家族〉 Media Factory《MF文庫J》、全8卷。
作者：桑島由一、插畫：安田典生 〈神樣家族Z〉 Media Factory《MF文庫J》、共1卷。
| 日本          | 日本           | 日本                   | 日本          | 日本                   |
| 神様家族      | 神様家族       | 神様家族               | 神樣家族Z     | 神樣家族Z              |
| Media Factory | Media Factory  | Media Factory          | Media Factory | Media Factory          |
| 卷數          | 發售日期       | ISBN                   | 發售日期      | ISBN                   |
| ------------- | -------------- | ---------------------- | ------------- | ---------------------- |
| 01            | 2003年6月25日  | ISBN 978-4-8401-0810-2 | 2008年1月25日 | ISBN 978-4-8401-2129-3 |
| 02            | 2003年9月25日  | ISBN 4-8401-0871-4     |               |                        |
| 03            | 2003年11月25日 | ISBN 4-8401-1003-4     |               |                        |
| 04            | 2004年2月25日  | ISBN 978-4-8401-1034-1 |               |                        |
| 05            | 2004年8月25日  | ISBN 978-4-8401-1134-8 |               |                        |
| 06            | 2005年4月25日  | ISBN 978-4-8401-1253-6 |               |                        |
| 07            | 2005年12月22日 | ISBN 978-4-8401-1453-0 |               |                        |
| 08            | 2006年4月25日  | ISBN 978-4-8401-1531-5 |               |                        |

### 漫畫版
原作：桑島由一、作画：たぱり、Media Factory、月刊COMIC FLAPPER、全5卷。
| 日本          | 日本           | 日本               | 台灣代理       | 台灣代理               |
| 神様家族      | 神様家族       | 神様家族           | 神樣家族       | 神樣家族               |
| Media Factory | Media Factory  | Media Factory      | 東立出版社     | 東立出版社             |
| 卷數          | 發售日期       | ISBN               | 發售日期       | ISBN                   |
| ------------- | -------------- | ------------------ | -------------- | ---------------------- |
| 01            | 2006年5月23日  | ISBN 9784840113915 | 2007年5月16日  | ISBN 978-986-11-9881-1 |
| 02            | 2006年10月23日 | ISBN 9784840116312 | 2007年6月29日  | ISBN 978-986-11-9882-8 |
| 03            | 2007年6月23日  | ISBN 9784840119092 | 2007年10月29日 | ISBN 978-986-10-0117-3 |
| 04            | 2007年11月22日 | ISBN 9784840119726 | 2008年5月23日  | ISBN 978-986-10-1010-6 |
| 05            | 2008年5月23日  | ISBN 9784840122276 | 2008年11月13日 | ISBN 978-986-10-1897-3 |

## 遊戲
- 神様家族 應援願望（代碼：4546907-30062-2）

### 主題曲
- 「きっとずっときっとね」

作詞：桑島由一 / 作曲・編曲：佐野廣明 / 歌：前田愛（小森久美子）

## 外部連結
- （日語） 神様家族 | MF文庫J｜Media Factory （页面存档备份，存于）
- （日語） 神様家族｜東映 （页面存档备份，存于）
- （日語） 神様家族 |月刊COMIC FLAPPER｜Media Factory （页面存档备份，存于）
- （繁體中文） 神樣家族｜原作：桑島由一｜作畫：たぱり｜書目資料清單｜東立出版社
- （日語） PS2 神様家族 應援願望｜公式網站 （页面存档备份，存于）